# French Montana
Karim Kharbouch (Casablanca, Marruecos, 9 de noviembre de 1984, en árabe: كريم خربوش [kæɾiːm χɑɾbuːʃ];), más conocido como French Montana, es un rapero, cantante y compositor marroquí. Es el fundador y CEO de Cocaine City Records. En 2012 firmó un contrato de grabación de joint venture con Maybach Music Group y Bad Boy Records. Montana es conocido por sus frecuentes colaboraciones con Max B, y más recientemente con Rick Ross junto con su grupo de Coke Boys, que consta de raperos como Chinx Drugz, Cheeze y Flip. Además de colaboraciones con artistas reconocidos como Kanye West, Drake, Monsta X, Chris Brown, Charlie Puth, will.i.am, Rahad, Future, Lil Wayne, Fat Joe, J Balvin, entre otros.

## Primeros años
Karim Kharbouch, conocido como French Montana , nació en 1984 en Casablanca, Marruecos. Creció en Casablanca, donde vivió durante los primeros 13 años de su vida. Describió al rap y la práctica del fútbol como sus dos pasatiempos favoritos de la infancia.
En 1996, French Montana emigró con sus padres y dos hermanos menores al Bronx, en Nueva York.
Junto con el cantante estadounidense Swae Lee, serán los que encabecen la ceremonia de apertura de la Copa Mundial de Clubes de la FIFA 2025, en el Hard Rock Stadium el 14 de junio de 2025..

## Discografía
- Excuse My French (2013)
- Mac & Cheese: The Album (2015)
- Jungle rules (2017)
- Montana (2019)